# Agelena hirsutissima
Agelena hirsutissima es una especie de araña del género Agelena, familia Agelenidae. Fue descrita científicamente por Caporiacco en 1940.

## Distribución
Esta especie se encuentra en Etiopía.